# Gare de Borgo San Dalmazzo
La gare de Borgo San Dalmazzo est une gare ferroviaire italienne de la ligne de Coni à Vintimille (ligne dont la voie est établie en France ou en Italie suivant les sections), située à proximité du centre-ville sur le territoire de la commune de Borgo San Dalmazzo, dans la Province de Coni en Piémont.
C'est une gare Trenitalia desservie par les trains voyageurs circulant sur la ligne.

## Situation ferroviaire
Établie à 636 mètres d'altitude, la gare de Borgo San Dalmazzo est située au point kilométrique (PK) 12,050 de la ligne de Coni à Vintimille, entre les gares de Coni et de Roccavione.

## Histoire
La station de Borgo San Dalmazzo est mise en service le 18 juillet 1887, lors de l'ouverture à l'exploitation de la section de Coni à Robilante.

## Service des voyageurs

### Accueil
Gare, avec un bâtiment voyageurs en service.

### Desserte
Borgo San Dalmazzo est desservie par des trains Trenitalia sur les relations Coni - Vintimille et Fossano - Limone.

### Intermodalité
Un parking pour les véhicules y est aménagé à côté de l'ancien bâtiment voyageurs.